# Gabriele Detti
Gabriele Detti (Livorno, 29 augustus 1994) is een Italiaanse zwemmer. Hij vertegenwoordigde zijn vaderland op de Olympische Zomerspelen 2012 in Londen en op de Olympische Zomerspelen 2016 in Rio de Janeiro.

## Carrière
Bij zijn internationale debuut, op de Europese kampioenschappen kortebaanzwemmen 2011 in Szczecin, werd Detti uitgeschakeld in de series van zowel de 200 als de 400 meter vrije slag.
Op de Europese kampioenschappen zwemmen 2012 in Debrecen eindigde de Italiaan als vijfde op de 800 meter vrije slag en als zesde op de 400 meter vrije slag. Tijdens de Olympische Zomerspelen van 2012 in Londen strandde Detti in de series van de 1500 meter vrije slag. In Chartres nam de Italiaan deel aan de Europese kampioenschappen kortebaanzwemmen 2012. Op dit toernooi veroverde hij de zilveren medaille op de 400 meter vrije slag, daarnaast eindigde hij als vijfde op de 1500 meter vrije slag en werd hij uitgeschakeld in de series van de 200 meter vrije slag. Op de wereldkampioenschappen kortebaanzwemmen 2012 in Istanboel eindigde Detti als twaalfde op de 1500 meter vrije slag, op de 400 meter vrije slag strandde hij in de series. Op de 4x200 meter vrije slag zwom hij samen met Gianluca Maglia, Michele Santucci en Alex Di Giorgio in de series, in de finale eindigden Maglia en Di Giorgio samen met Andrea Mitchell D'Arrigo en Filippo Magnini op de vijfde plaats.
Tijdens de wereldkampioenschappen zwemmen 2013 in Barcelona werd de Italiaan uitgeschakeld in de series van de 400, 800 en 1500 meter vrije slag. In Herning nam Detti deel aan de Europese kampioenschappen kortebaanzwemmen 2013. Op dit toernooi sleepte hij de bronzen medaille in de wacht op de 1500 meter vrije slag, daarnaast strandde hij in de series van zowel de 200 als de 400 meter vrije slag.
Op de Europese kampioenschappen zwemmen 2014 in Berlijn behaalde de Italiaan de bronzen medaille op zowel de 800 als de 1500 meter vrije slag, daarnaast eindigde hij als vierde op de 400 meter vrije slag. Samen met Andrea Mitchell D'Arrigo, Damiano Lestingi en Filippo Magnini eindigde hij als zesde op de 4x200 meter vrije slag. Tijdens de wereldkampioenschappen kortebaanzwemmen 2014 in Doha eindigde Detti als vijfde op de 1500 meter vrije slag, op de 400 meter vrije slag werd hij uitgeschakeld in de series.
In Netanja nam de Italiaan deel aan de Europese kampioenschappen kortebaanzwemmen 2015. Op dit toernooi veroverde hij de zilveren medaille op de 1500 meter vrije slag en de bronzen medaille op de 400 meter vrije slag.
Op de Europese kampioenschappen zwemmen 2016 in Londen werd Detti Europees kampioen op de 400 meter vrije slag, daarnaast behaalde hij de zilveren medaille op zowel de 800 als de 1500 meter vrije slag. Op de 4x200 meter vrije slag legde hij samen met Andrea Mitchell D'Arrigo, Filippo Magnini en Luca Dotto beslag op de bronzen medaille. Tijdens de Olympische Zomerspelen van 2016 in Rio de Janeiro sleepte de Italiaan de bronzen medaille in de wacht op zowel de 400 als de 1500 meter vrije slag. Samen met Andrea Mitchell D'Arrigo, Alex Di Giorgio en Marco Belotti strandde hij in de series van de 4x200 meter vrije slag.

## Internationale toernooien
| Jaar | Olympische Spelen                                         | WK langebaan                                                 | WK kortebaan                                                                             | EK langebaan                                                                   | EK kortebaan                                                 |
| ---- | --------------------------------------------------------- | ------------------------------------------------------------ | ---------------------------------------------------------------------------------------- | ------------------------------------------------------------------------------ | ------------------------------------------------------------ |
| 2011 |                                                           | geen deelname                                                |                                                                                          |                                                                                | 30e 200m vrije slag 16e 400m vrije slag                      |
| 2012 | 13e 1500m vrije slag                                      |                                                              | 11e 400m vrije slag 12e 1500m vrije slag 5e 4x200m vrije slag Detti zwom enkel de series | 6e 400m vrije slag 5e 800m vrije slag                                          | 21e 200m vrije slag · 400m vrije slag · 5e 1500m vrije slag  |
| 2013 |                                                           | 14e 400m vrije slag 11e 800m vrije slag 19e 1500m vrije slag |                                                                                          |                                                                                | 32e 200m vrije slag · 13e 400m vrije slag · 1500m vrije slag |
| 2014 |                                                           |                                                              | 16e 400m vrije slag 5e 1500m vrije slag                                                  | 4e 400m vrije slag · 800m vrije slag · 1500m vrije slag · 6e 4x200m vrije slag |                                                              |
| 2015 |                                                           | geen deelname                                                |                                                                                          |                                                                                | 400m vrije slag · 1500m vrije slag                           |
| 2016 | 400m vrije slag · 1500m vrije slag · 9e 4x200m vrije slag |                                                              | 12e 400m vrije slag 8e 1500m vrije slag                                                  | 400m vrije slag · 800m vrije slag · 1500m vrije slag · 4x200m vrije slag       |                                                              |
| 2017 |                                                           | 400m vrije slag · 800m vrije slag                            |                                                                                          |                                                                                |                                                              |
| 2018 |                                                           |                                                              | 400m vrije slag                                                                          | geen deelname                                                                  |                                                              |
| 2019 |                                                           | 400m vrije slag · 5e 800m vrije slag · 4e 4x200m vrije slag  |                                                                                          |                                                                                | 400m vrije slag · 8e 1500m vrije slag                        |
| 2020 | Geen toernooien vanwege de coronapandemie                 | Geen toernooien vanwege de coronapandemie                    | Geen toernooien vanwege de coronapandemie                                                | Geen toernooien vanwege de coronapandemie                                      | Geen toernooien vanwege de coronapandemie                    |
| 2021 | 6e 400m vrije slag 12e 1500m vrije slag                   |                                                              | 16-21 december                                                                           | 4e 400m vrije slag · 800m vrije slag                                           | geen deelname                                                |

## Persoonlijke records
Bijgewerkt tot en met 13 augustus 2016
Kortebaan
| Afstand          | Tijd     | Datum            | Plaats  |
| ---------------- | -------- | ---------------- | ------- |
| 200m vrije slag  | 01.44,30 | 23 december 2015 | Monza   |
| 400m vrije slag  | 03.37,22 | 2 december 2015  | Netanja |
| 800m vrije slag  | 07.37,78 | 4 december 2015  | Netanja |
| 1500m vrije slag | 14.18,00 | 4 december 2015  | Netanja |

Langebaan
| Afstand          | Tijd     | Datum            | Plaats         |
| ---------------- | -------- | ---------------- | -------------- |
| 200m vrije slag  | 01.46,78 | 25 juni 2016     | Rome           |
| 400m vrije slag  | 03.43,23 | 21 juli- 2019    | Gwangju        |
| 800m vrije slag  | 07.40,77 | 26 juli- 2014    | Boedapest      |
| 1500m vrije slag | 14.40,86 | 13 augustus 2016 | Rio de Janeiro |